# Kidnapping Freddy Heineken
Kidnapping Freddy Heineken (comercializado nos Estados Unidos como Kidnapping Mr. Heineken, e no Brasil como Jogada de Mestre) é um filme belgo-britano-neerlandês de 2015, dos gêneros policial, drama, ação e suspense, dirigido por Daniel Alfredson, com roteiro de William Brookfield baseado no livro De ontvoering van Alfred Heineken, do jornalista investigativo neerlandês Peter R. de Vries. 
O papel de Freddy Heineken coube a Anthony Hopkins, com Sam Worthington vivendo Willem Holleeder, Jim Sturgess como Cor van Hout, Ryan Kwanten como Jan Boellaard, Thomas Cocquerel como Martin Erkamps e Mark van Eeuwen como Frans Meijer.
As filmagens começaram na Bélgica, em outubro de 2013.

## Enredo
O filme se passa no ano de 1983, principalmente em Amsterdã e centra em um grupo de cinco amigos holandeses (Willem Holleeder, Cor van Hout, Jan Boellard, Martin Erkamps e Frans Meijer) que decidem sequestrar Freddy Heineken e pedir um alto resgate. Por falta de habilidade no crime, porém, o grupo enfrenta dificuldades.

## Elenco
- Anthony Hopkins como Freddy Heineken
- Sam Worthington como Willem Holleeder
- Jim Sturgess como Cor van Hout
- Ryan Kwanten Jan Boellard
- Jemima West como Sonja Holleeder
- Thomas Cocquerel como Martin Erkamps
- Mark van Eeuwen como Frans Meijer
- David Dencik ad Ab Doderer
- Billy Abate como Oficial subalterno
- Eric Godon como policial